# Agriades striata
Agriades striata är en fjärilsart som beskrevs av Reverdin 1909. Agriades striata ingår i släktet Agriades och familjen juvelvingar. Inga underarter finns listade i Catalogue of Life.